# Весенняя сказка (фильм, 1971)
«Весенняя сказка» — советский полнометражный цветной телевизионный художественный фильм-сказка, поставленный на киностудии «Беларусьфильм» в 1971 году режиссёром Юрием Цветковым по мотивам пьесы А. Н. Островского «Снегурочка».

## Сюжет
Красная горка в волшебном царстве Берендея. Лунная ночь. Окружённая свитой птиц, опускается на землю Весна-красна. Лес ещё дремлет под снегом, в стране царит холод. Пятнадцать лет назад у Весны и Мороза родилась дочка Снегурочка, и с той поры разгневанный Ярило-солнце даёт земле мало света и тепла; лето стало коротким, зима — долгой и суровой. Появляется Мороз. Он обещает Весне покинуть страну берендеев. Но кто же будет оберегать Снегурочку? Ведь Ярило только и ждет случая зажечь в сердце девушки губительный огонь любви. Родители решают отпустить дочку в слободку Берендеевку под присмотр бездетного Бакулы-бобыля. Снегурочка счастлива: давно уже её влекут к людям чудные песни пастуха Леля. Поручив Лешему охранять дочку, Весна и Мороз уходят.
Приближается толпа весёлых берендеев. Они провожают Масленицу, весело приветствуя наступление весны. Бобыль замечает появившуюся из лесной чащи Снегурочку. К великой радости Бобыля она просит взять её в дочки. По просьбе Снегурочки пастух Лель поёт ей, но, заслышав зов весёлых подружек, бросает цветок, подаренный Снегурочкой, и убегает. Девушка обижена. К ней подходит Купава: она спешит поделиться своим счастьем — её любит пригожий Мизгирь, и скоро будет их свадьба. Вот и сам жених, явившийся с богатыми дарами. По старинному обычаю он должен выкупить невесту у подружек. Но, увидев Снегурочку, Мизгирь, пленённый её красотой, отказывается от Купавы. Обманутая невеста в слезах обращается к пчёлкам и хмелю с мольбой наказать обидчика. Народ, возмущённый изменой Мизгиря, советует Купаве просить заступничества у доброго и справедливого царя Берендея.
Царский дворец. Гусляры славят мудрого Берендея. Но на душе у него тревожно: Ярило-солнце гневается за что-то на берендеев. Чтобы умилостивить грозное божество, царь решает завтра, в Ярилин день, обвенчать всех невест и женихов. Вбегает Купава. Она рассказывает о своём несчастье. Негодующий Берендей велит привести Мизгиря и осуждает его на вечное изгнание. Мизгирь не оправдывается. Он только просит Берендея взглянуть на Снегурочку. Красота девушки поражает царя. Узнав, что Снегурочка не ведает любви, он понимает причину гнева Ярилы-солнца. И Берендей объявляет: юноша, который сумеет до рассвета принудить Снегурочку полюбить себя, получит её в жены. Мизгирь просит отсрочить изгнание и клянётся зажечь сердце девушки.
Догорает вечерняя заря. Берендей на поляне в заповедном лесу справляет канун наступающего лета. В награду за песни царь предлагает Лелю выбрать себе красавицу по сердцу. Лель выбирает Купаву. Это до слёз огорчает Снегурочку. Появляющийся Мизгирь обращается к ней с взволнованными словами любви, но Снегурочка не может ответить на непонятное ей чувство. Путь Мизгирю преграждает Леший. Он заколдовывает лес, дразнит Мизгиря призраком Снегурочки. На опустевшую поляну выходят Лель и Купава, которая нежно благодарит своего нового жениха за то, что он спас её от позора. Снегурочка, видевшая это, в отчаянии. Она решает просить у матери Весны сердечного тепла.
Ярилина долина. Светает. В ответ на просьбу дочери Весна надевает на неё волшебный венок. Теперь Снегурочка знает чувство любви, и новая встреча с Мизгирем зажигает её ответной страстью. Скоро взойдёт солнце, и, помня наставления родителей, Снегурочка торопит возлюбленного бежать от гибельных для неё лучей Ярилы. Но в долину спускается Берендей со свитой. При первых лучах восходящего светила царь берендеев благословляет женихов и невест. Появляется Мизгирь со Снегурочкой. Девушка говорит царю о своей безмерной любви. Однако недолго длится счастье Снегурочки. Узнав горячее человеческое чувство, дочь Мороза стала доступной мести Ярилы. Яркий солнечный луч рассекает утренний туман и падает на Снегурочку. Даже предчувствуя близкую гибель, она благодарит мать за сладкий дар любви. В отчаянии Мизгирь бросается в озеро. Народ поражен. Но мудрый Берендей спокоен: ведь существование Снегурочки было нарушением законов природы; с её чудесной кончиной Ярило перестанет сердиться, и в стране восстановится счастливая жизнь. Лель, а за ним весь народ, запевает хвалебный гимн Солнцу.

## Роли исполняют
- Наталия Богунова — Снегурочка
- Алексей Катышев — Лель (поёт — Виктор Кириченко)
- Галина Орлова — Купава
- Евгений Киндинов — Мизгирь
- Георгий Вицин — Царь Берендей
- Алексей Смирнов — Бобыль (поёт — Виктор Чернобаев)
- Вера Липсток — Бобылиха
- Анатолий Обухов — Бермята
- Наталья Кустинская — Елена Прекрасная
- Жаннета Четверикова-Друцкая (Жанна Друцкая) — Весна

В фильме снимались народные ансамбли песни и танца «Неман», «Свитязянка», «Лявониха» и Гомельского дворца культуры железнодорожников.

## Съёмочная группа
- Сценарий и постановка — Юрия Цветкова
- Оператор-постановщик — Марк Брауде.
При участии — Анатолия Зубрицкого
- Художник-постановщик — Сергей Бржестовский
- Композитор — Евгений Глебов
- Звукооператор - Юрий Сбоев
- Режиссёр - Г. Лапето
- Операторы - С. Грязнов, Г. Переверзев
- Художник по костюмам - Н. Жижель
- Грим - Т. Кривошанова, Н. Немова
- Кадры заставок сделаны в технике перекладки

## Критика
И. Заяц в своей рецензии в газете «Літаратура і мастацтва» основным недостатком фильма посчитал недостаточное количество музыкальных фрагментов. При этом рецензент похвалил музыку композитора Е. Глебова, которая будучи «очень современной и оригинальной» сочетает в себе «интонации русских народных мелодий». Критик обратил внимание и на изменения в ряде персонажей по сравнению с произведением Островского. Так, Бобыль в телефильме «более добродушный», а мудрый царь Берендей в исполнении Г. Вицина «получился таким наивным и доверчивым, что невольно вызывает улыбку зрителя».
Авторы коллективной работы «Экран и культурное наследие Беларуси» отмечают, что создатели фильма смогли отразить в нём белорусский колорит, который проявляется в особенностях празднования Масленицы и Ивана Купалы.